# Mosonmagyaróvár (distrikt)
Mosonmagyaróvár är ett distrikt i Ungern. Det ligger i provinsen Győr-Moson-Sopron, i den västra delen av landet, 140 km väster om huvudstaden Budapest.